# Reazione di Griess
La reazione di Griess è una reazione chimica usata per rilevare la presenza di nitriti e misurarne la concentrazione per via spettrofotometrica. 
La reazione viene condotta utilizzando il reattivo di Griess, formato da una miscela di acido solfanilico e 1-naftilammina, in soluzione acida. In queste condizioni il nitrito tende a formare acido nitroso (HNO2), il quale reagendo con l'acido solfanilico produce un sale di diazonio (diazotazione). Il sale di diazonio, a sua volta, dà una reazione di copulazione con la l'1-naftilammina originando un colorante azoico di colorazione viola che presenta un picco massimo di assorbimento alla lunghezza d'onda di 540 nm.
Il colore non è stabile, bisogna pertanto attendere 15 minuti prima di effettuare la misura con lo spettrofotometro.
Questo metodo è caratterizzato da un limite di rivelabilità intorno ai 5 μg/L e una linearità di risposta che raggiunge i 200 µg/L.